# Total Eclipse of the Heart
《Total Eclipse of the Heart》是威尔士歌手邦妮·泰勒的第五张录音室专辑《Faster Than the Speed of Night》（1983年）的主打单曲。由吉姆·斯坦曼（Jim Steinman）创作和制作，并于1982年录制，1983年由CBS/哥伦比亚唱片公司发行。
这首歌曲是与罗里·多德（Rory Dodd）合唱的二重唱，成为泰勒职业生涯中最成功的歌曲，登上英國單曲排行榜榜首，并成为1983年英国销量第五的单曲。在美国，这首单曲在榜单上停留了四周，阻止了另一首由斯坦曼创作、空中補給乐队演唱的歌曲《Making Love Out of Nothing at All》登顶（泰勒在1995年翻唱了这首歌）。这首歌在1983年被《告示牌》评为年度第六名。该歌曲还获得了葛萊美最佳女流行歌手提名。
在全球范围内，这首单曲的销量超过600万张，并在发行后获得了美國唱片業協會（RIAA）的金唱片认证，在2001年认证门槛改变时更新为白金唱片认证。2015年，这首歌在ITV的投票中被英国公众评为1980年代最受欢迎的第三首歌曲。

## 背景与创作
1981年与RCA唱片公司的合约结束后，泰勒找到了新的经理人大卫·阿斯彭（David Aspden）。在观看了肉卷在《The Old Grey Whistle Test》节目中现场演唱《Bat Out of Hell》之后，她找到肉卷的作家吉姆·斯坦曼，邀请他担任她的制作人。泰勒希望制作一张运用菲尔·斯佩克特的“聲牆”（Wall of Sound）制作技术的专辑，她认为斯坦曼是唯一能创造出这种声音的人，因为斯佩克特已经基本退出音乐圈。1982年4月，泰勒与经理人一起到访了斯坦曼在纽约的公寓，斯坦曼向她展示了两首歌曲：《Have You Ever Seen the Rain?》和《Goin' Through the Motions》。她表示，如果她不喜欢斯坦曼为她播放的歌曲，斯坦曼会拒绝与她合作。几周后，她再次来到他的公寓，斯坦曼和罗里·多德为她演奏了《Total Eclipse of the Heart》。斯坦曼还亲自挑选了录音乐队，其中多德客串演唱（“Turn around...”的部分）。
歌词“Turn around, bright eyes”最早出现在斯坦曼1969年的大学音乐剧《The Dream Engine》中。斯坦曼原先为1980年电影《反战呼声》（A Small Circle of Friends）配乐创作了这首歌的旋律。
为了适应电台播放，《Total Eclipse of the Heart》不得不缩短。泰勒认为这首歌在其完整长度下不适合电台播放，于是歌曲从7分2秒减少到4分30秒。
这首强力谣曲成为泰勒在多个国家的最高排名歌曲，在美国、南非、澳大利亚、新西兰、加拿大和英国均达到第一名。在其巅峰时期，每天销售6万张，总销量约600万张。1983年，这首歌获得了英国综艺俱乐部奖最佳录音艺术家奖。该歌曲还在VH1的100首最佳情歌排行榜中名列第82位。
泰勒在接受《唱片镜报》（Record Mirror）采访时表示，她认为这首歌讲述的是“对爱情渴望得如此强烈，乃至她躺在完全的黑暗中”。

斯坦曼在接受《Playbill》采访时谈到这首歌在1997年音乐剧《吸血鬼之舞》（Dance of the Vampires）中的收录时说：
创作《Total Eclipse of the Heart》时，我试图写一首情歌，我记得实际上我写这首歌是作为一首吸血鬼情歌。它的原名是《恋爱中的吸血鬼》（Vampires in Love），因为我当时正在创作《不死殭屍—恐慄交響曲》的音乐剧，这也是一个伟大的吸血鬼故事。如果有人听过歌词，他们会发现这真的是吸血鬼的台词。它讲述的是黑暗、黑暗的力量以及爱情在黑暗中的位置……
他还告诉《人物》杂志，他认为泰勒的声音像約翰·弗格蒂，并写了这首歌“作为她嗓音的展示曲”。泰勒形容这首歌“具有挑战性”，并表示她“不喜欢任何人都能唱的歌。我喜欢需要大量能量的歌曲。”在斯坦曼向她展示这首歌后，她告诉《泰晤士报》：“我感到脊背一阵战栗……我迫不及待地想要录制它。”
根据肉卷的说法，斯坦曼曾为肉卷的专辑《Midnight at the Lost and Found》写了这首歌和《Making Love Out of Nothing at All》，但肉卷的唱片公司拒绝支付斯坦曼的费用，他因此只好自己写了几首歌。后来《Total Eclipse of the Heart》给了邦妮·泰勒，《Making Love Out of Nothing at All》给了空中補給乐队。泰勒否认了这一说法。泰勒表示：“肉卷显然很恼火吉姆把这首歌给了我。但吉姆说他没有为肉卷写这首歌，他是在遇到我之后才完成的。”斯坦曼告诉《人物》杂志，他认为这是一首“对我来说像咏叹调，瓦格纳式的音效和情感的猛攻。我写它是为了展示她的嗓音。”
在肉卷2006年专辑《Bat Out of Hell III: The Monster Is Loose》发行后不久，斯坦曼在接受记者米克·沃尔（Mick Wall）采访时表示：“我没为别人只为邦妮写了《Total Eclipse of the Heart》。”斯坦曼认为那时CBS是希望他写一些类似于《It's a Heartache》的东西，但他却有了不同的想法。

## 音樂錄影帶

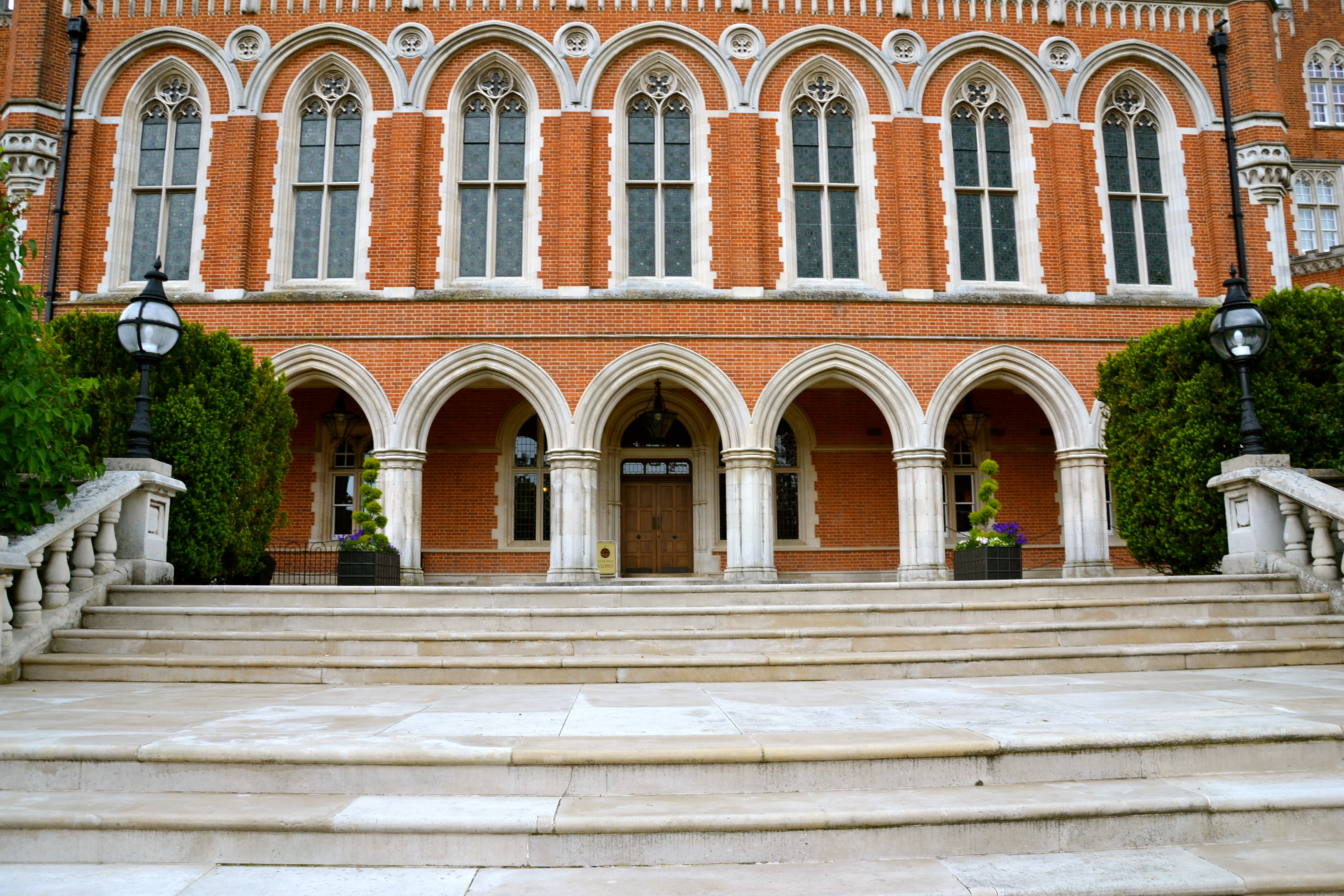
影片中的霍洛威療養院台階

《Total Eclipse of the Heart》的音樂錄影帶由拉塞尔·马尔卡希执导，拍摄于英格兰薩里郡的弗吉尼亚沃特附近的一座維多利亞哥德式大医院——霍洛威疗养院（Holloway Sanatorium）。这部超现实主义影片展示了泰勒身着白衣，梦见或幻想在一所男子寄宿学校里的学生。年轻人们在影片中跳舞、参加各种学校活动，并在合唱团中演唱。
该影片在1983年的《告示牌》音乐影片奖中获得了最佳女表演和最有效的象征使用两项提名。
有一个长期流传的都市傳說，影片中频繁出现并在最后与泰勒握手的男孩是前意大利足球运动员吉安弗蘭科·佐拉。在2012年的一次采访中，佐拉证实他并未出现在视频中。
2023年9月，该影片在YouTube上的观看次数超过10亿次。

## 现场演唱
自这首歌发行以来，泰勒在所有的演唱会中都唱过《Total Eclipse of the Heart》。她告诉《赫芬顿邮报》：“我现在唱得比以前好很多。我认为我的声音可能没有以前那么沙哑，我认为已经有所缓和。”这首歌在1984年2月28日于洛杉矶圣殿剧院举行的第26届葛萊美奖上演唱过。
2017年8月21日日食期间，邦妮·泰勒在皇家加勒比國際遊輪上与DNCE乐队合作现场演唱了《Total Eclipse of the Heart》。
泰勒现场演唱这首歌的录音已在她的专辑《Bonnie Tyler Live》（2006）和《Live in Germany 1993》（2011）中发行。演唱影片也发行在她的DVD《Bonnie on Tour》（2006）和《Live in Germany 1993》的DVD版中。

## 评论反响
迈克·德甘尼（Mike DeGagne）在AllMusic上回顾性地将《Total Eclipse of the Heart》描述为“有史以来打入电台的最优秀的抒情歌曲之一”。他注意到“丰富的编曲”，并表示泰勒的声音“产生了完美的‘绝望失恋’效果，以契合浪漫的歌词”。他形容罗伊·比坦（Roy Bittan）的钢琴演奏如梦似幻，形容泰勒的声音“沙哑地极好”。AllMusic的唐纳德·A·瓜里斯科（Donald A. Guarisco）也回顾性地评论了《Faster Than the Speed of Night》专辑，并将这首歌称为“史诗般的抒情歌曲”，形容整个专辑为“最戏剧化的摇滚”。《American Songwriter》的吉姆·贝维格里亚（Jim Beviglia）表示，泰勒沙哑的嗓音助力使歌词中的“戏剧性成分”更加真实，形容这首歌为“令人心碎、情感充沛的抒情歌曲”，与动荡关系中的波折相称。

## 影响
在2013年英国的一项调查中，这首歌在洗澡时最受欢迎的歌曲榜单中名列第一，超过了贾斯汀·比伯、罗比·威廉姆斯、1世代乐队和艾爾頓·強的歌曲。2015年，这首歌在ITV的投票中被英国公众评为1980年代最受欢迎的第三首歌曲。
这首歌的歌词将一段结束的恋情比作一次食。这首歌经常在日食和月食期间受到关注。2015年3月20日日食期间，《Total Eclipse of the Heart》在Spotify上的播放量增加了214%。2017年8月21日日食期间也有类似的影响，尼尔森音乐报告称这首歌的唱片销量增加了503%。那段时间，这首歌在iTunes排行榜上名列第一。
这首歌在2024年4月8日日食期间再次登上iTunes热门歌曲排行榜榜首。接下来的一周，泰勒重新登上《告示牌》艺人100排行榜第79名，《Total Eclipse of the Heart》进入LyricFind全球榜第25名，加拿大数字歌曲销量榜第9名，美国数字歌曲销量榜第5名。

## 曲目列表
- 英国7吋单曲[48]

1. "Total Eclipse of the Heart" – 4:29
2. "Take Me Back" – 5:05

- 美国7吋单曲

1. "Total Eclipse of the Heart" – 4:29
2. "Straight from the Heart" – 3:38

- 英国12吋单曲

1. "Total Eclipse of the Heart" – 6:59
2. "Take Me Back" – 5:22

## 制作人员和参与者
制作人员信息来源于AllMusic。
- 邦妮·泰勒 – 主唱
- 里克·德林格（Rick Derringer） – 吉他
- 史蒂夫·布斯洛（Steve Buslowe） – 贝斯
- 罗伊·比坦（Roy Bittan） – 钢琴
- 拉里·费斯特（Larry Fast） – 合成器
- 史蒂夫·马戈西斯（Steve Margoshes） – 额外合成器
- 马克斯·温伯格（Max Weinberg） – 鼓
- 吉米·马伦（Jimmy Maelen） – 打击乐
- 罗里·多德（Rory Dodd） – 特邀和声
- 埃里克·特罗耶（Eric Troyer）、霍利·舍伍德（Holly Sherwood） – 和声